# David Macaire
David Macaire, né le 20 octobre 1969 à Nanterre dans les Hauts-de-Seine (France), est un évêque dominicain français, archevêque métropolitain de Saint-Pierre et Fort-de-France en Martinique (Caraïbes Françaises) depuis le 7 mars 2015.

## Biographie
Né à Nanterre, David (Thomas, Daniel) Macaire et sa famille, profondément catholique, rejoignent la Martinique lorsqu'il a quatre mois. Son père Jean-David (Marceau) Macaire est receveur des P&T, tandis que sa mère Jenny Macaire, née Léger, est infirmière de santé scolaire ainsi que conseillère conjugale et familiale. Il y effectue sa scolarité primaire et secondaire notamment au collège des dominicaines de Notre-Dame de Délivrande au Morne-Rouge (Martinique, 1972-1984) puis au Lycée Schœlcher de Fort-de-France (Martinique, 1984-1987) où il obtiendra son Baccalauréat Série C (1987). Il rejoint ensuite la métropole où il intègre l'École nationale des techniciens de l'équipement (Montpellier, 1987-1988) et travaille pendant quelques années en tant qu'assistant technique des travaux publics de l’État (DDE Martinique, 1988-1994) au service du ministère de l’équipement.
En 1994, il entre au noviciat de la province de Toulouse de l’ordre des Prêcheurs (Dominicains)  où il fait profession le 17 septembre 1995 avant de suivre le cycle de philosophie à Bordeaux et celui de théologie à Toulouse. Il fait sa profession perpétuelle en 1998 et est ordonné prêtre à Toulouse le 23 juin 2001. Il obtiendra une licence de philosophie ainsi qu'une maîtrise (licence canonique) de théologie.
À partir de 1995, il est aumônier de collège et de lycée, de scouts d'Europe et de scouts unitaires de France.
À partir de son ordination et jusqu'en 2011, il exerce son ministère dans l'archidiocèse de Bordeaux. Il est père-maître des étudiants au couvent de Bordeaux puis prieur du couvent de Bordeaux. En 2002 il reçoit également une affectation de vicaire en paroisse pour le secteur du Port, à Bordeaux. Au cours de cette période il s'occupe également des équipes Notre-Dame et des fraternités laïques dominicaines.
En 2011, il rejoint le couvent des dominicains de la Sainte-Baume comme prieur et recteur du sanctuaire de la Sainte-Baume. À partir de 2012, il est également exorciste du diocèse de Fréjus-Toulon.
En octobre 2014, il prêche le pèlerinage du Rosaire à Lourdes. Il est également membre de l’équipe des prédicateurs de la messe télévisée du Jour du Seigneur.
Il est nommé archevêque métropolitain de Saint-Pierre et Fort-de-France par le pape François le 7 mars 2015 en succession de Michel Méranville, atteint par la limite d'âge. Sa consécration épiscopale a lieu le 12 avril au stade Pierre-Aliker de Fort-de-France, présidée par le cardinal haïtien Chibly Langlois.
Après l'acceptation le 13 mai 2021 par le pape François de la renonciation de Jean-Yves Riocreux de sa charge d'évêque de la Guadeloupe, David Macaire assure la fonction d'administrateur apostolique du diocèse de Basse-Terre et Pointe-à-Pitre durant la période de transition précédant la nomination du successeur et fait son premier voyage en Guadeloupe avec cette fonction intérimaire le 17 mai. Il occupe cette fonction jusqu'à l'installation du nouvel évêque Philippe Guiougou, le 9 juillet 2023. 
Tout en étant archevêque, il continue de porter l'habit dominicain.

## Blasonnement et devise
Description héraldique du blason d’archevêque : « D'argent, chapé de sable ; l’argent chargé du revers de la médaille miraculeuse d'or ; la chape dextre à la bisce d'argent ; la chape senestre à la colombe tenant en son bec un rameau d'olivier, le tout d’argent. En dessous de l'écu, le pallium. En pal derrière l’écu, la croix de l’ordre des Prêcheurs. En cimier, le chapeau d’archevêque. »
Le choix du serpent s'impose de lui-même car on le retrouve sur le blason de la Martinique et la colombe est un symbole fort dans l'inconscient collectif mais c'est d'un verset de l’Évangile selon saint Matthieu (10, 16) qu'ils proviennent tous deux : « Voici, je vous envoie comme des brebis au milieu des loups ; soyez donc prudents comme les serpents et simples comme les colombes ».
David Macaire a choisi pour devise « Jesum Ostende » (« Montre Jésus »), tirée de la prière du Salve Regina.

## Distinctions
- 2022 :  Chevalier de la Légion d'honneur[8]